# Стелерова морска крава
Стелеровите морски крави (Hydrodamalis gigas) са изчезнал вид едри бозайници от семейство Морски крави (Dugongidae).
Те достигат до 9 метра дължина и са най-едрите бозайници, живели през холоцена, освен китовете.
Според фосилните данни стелеровите морски крави в миналото са били разпространени в цялата северна част на Тихия океан. През 1741 година, когато са описани за пръв път от Георг Вилхелм Стелер, главния естественик в експедицията на Витус Беринг, те вече са изтребени навсякъде, освен на необитаемите Командорски острови, а към 1768 година видът окончателно изчезва.